# Arthurs forbrytelse
Arthurs forbrytelse, även kallad Arthurs "forbrytelse", är en norsk svartvit dramafilm från 1955 i regi av Sverre Bergli. Den bygger på Oscar Wildes berättelse Lord Arthur Saviles brott och i titelrollen ses Espen Skjønberg.

## Handling
Arthur Sellmann står i begrepp att gifta sig med Irene. Hans vän Diana har specialiserat sig på kiromanti och låter sig spås minst en gång i veckan av den mystiske kiromantrikern Akim Taroff. Arthur och Irene träffar Akim som spår att hemska saker ska ske framöver.

## Rollista
- Espen Skjønberg – Arthur Sellman
- Liv Wilse – Irene, hans förlovade (krediterad som Liv Opsahl)
- Lillebil Ibsen – Diana
- Mogens Wieth – Akim Taroff
- Einar Sissener – en herre
- Carsten Winger – en herre
- Henny Skjønberg – tant
- Aud Schønemann – fröken Stolberg
- Eugen Skjønberg – konstapel
- Arvid Nilssen – en förbipasserande
- Turid Haaland – syster Elisabeth
- Grete Nielsen – blomsterflicka på nattklubb

## Om filmen
Filmen bygger på Oscar Wildes berättelse Lord Arthur Saviles brott, utgiven första gången publicerad 1887 och utgiven i bokform 1891. Berättelsen översattes till svenska av Michael Gripenberg och Ernst von Wendt och utgavs 1905. Filmen producerades av bolaget Contact Film AS med Øyvind Vennerød som produktionschef. Den regisserades och fotades av Sverre Bergli och är hans första och enda filmregi. Jørn Ording och Ada Kramm stod för personregin. Manus skrev av Hans Christensen. Musiken komponerades av Egil Monn-Iversen och framfördes med Øivind Bergh som dirigent och Johan Øian som pianosolist. Filmen klipptes av Per Gunnar Jonson.
Arthurs forbrytelse premiärvisades den 11 april 1955 i Norge. Dess engelska titel är Lord Arthur Savile's Crime.